# Tetraloniella fasciata
Tetraloniella fasciata là một loài Hymenoptera trong họ Apidae. Loài này được LaBerge mô tả khoa học năm 1970.